# Rolf Wertheimer
Walther Rolf Wertheimer, född 17 augusti 1930 i Göteborg, död 6 juni 2025 i Stockholm, var en svensk målare, skulptör, tecknare, fotograf och filmare.
Han är son till kapellmästaren och violinisten Emil Wertheimer och Birgit Wikland. Han bedrev konststudier för Lennart Rodhe och Pierre Olofsson vid Académie Libre i Stockholm innan han vidareutbildade sig för Ragnar Sandberg vid Konsthögskolan 1951-1957. Dessutom genomförde han flera studieresor till bland annat Italien och Frankrike. Han debuterade separat med en utställning som visade konst på Galerie Æsthetica 1961 som följdes av en utställning på Galleri 54 i Göteborg 1964. 
Han medverkade i Nationalmuseums utställning Unga tecknare 1956, Liljevalchs Stockholmssalonger' 1961-1964 och samlingsutställningar på Galerie Bleue i Stockholm och på Lidingö. Han var representerad i utställningen aspect som visades på Liljevalchs konsthall 1961. Som fotograf ställde han ut separat på Galleri Gauss 1984, Biografen Bostock 1987, Stockholms stadsmuseum 1992, Restaurang Prinsen 2000, Galleri Kontrast 2001, Kulturhuset i Stockholm 2002, Stockholms Konserthus 2009 och på Galleri Åmells i Stockholm 2016. 
Som filmfotograf skapade han filmen Masthugget (ett stycke Göteborg som försvann) 1964 som visades i Svensk television 1965. Filmen fick bra kritik i samtliga Stockholmstidningar och även Göteborgspress och den har senare visats på Göteborgs filmfestival 2010. Förutom fotografier består hans konst av varierade motiv insvept i en surrealistisk aura samt små porträttskulpturer av skådespelarna Björn Gustavsson och Anders Henriksson utförda i gips. Wertheimer har även byggt 12 stycken fioler och spelat andrafiol i Lidingö orkesterförening i 23 år.
Wertheimer är representerad vid Moderna museet  Stockholm, med en målning och cirka 100 fotokopior, samt fyra fotoböcker /fotobiblioteket) samt vid Stockholms stadsmuseum med cirka 40 fotokopior. Stockholmarna fotograferade från 1958 och framåt i tiden.

## Filmfoto
- 1968 – En dåres dagbok
- 1967 - Flirr
- 1964 Masthugget ett stycke Göteborg som försvinner.